# Let It Rain
Let It Rain är en låt av BWO. Musikvideon är inspelad på kryssaren M/S Birka Paradise den 28 juli 2007. Den är den andra singeln från albumet Fabricator.  Singeln släpptes  2007. 
"Let It Rain" testades på Svensktoppen, där den tog sig in den 9 september 2007 och nådde tionde plats. , men veckan därpå var låten utslagen från listan.  Låten gjorde även ett kort besök på Trackslistan.

## Listplaceringar
| Lista (2007) | Position |
| ------------ | -------- |
| Sverige      | 23       |

### Fotnoter
1. ↑  ”Svensk mediedatabas”. http://smdb.kb.se/catalog/id/002123786. Läst 26 maj 2011.
2. ↑  ”Svensk mediedatabas”. http://smdb.kb.se/catalog/id/002123700. Läst 26 maj 2011.
3. ↑  ”Svensktoppen”. 9 september 2007. http://sverigesradio.se/sida/topplista.aspx?programid=2023&date=2007-09-09. Läst 26 maj 2011.
4. ↑  ”Svensktoppen”. 16 september 2007. http://sverigesradio.se/sida/topplista.aspx?programid=2023&date=2007-09-16. Läst 26 maj 2011.
5. ↑  Placeringar på den svenska singellistan